# Shauna Kain
Shauna Nicole Kain es una actriz de cine y televisión estadounidense/canadiense. Su papel más reconocido es el de la mutante Siryn en la película X-Men 2 sobre la famosa serie de cómics The X Men de Marvel. Repitió el papel en la tercera película de la saga, X-Men: The Last Stand. También ha actuado en películas como Dreamcatcher (basada en la novela El cazador de sueños de Stephen King) y Red Riding Hood.

## Filmografía
| Año  | Título                                    | Rol                  | Notas              |
| ---- | ----------------------------------------- | -------------------- | ------------------ |
| 2011 | Red Riding Hood                           | Roxanne              |                    |
| 2006 | X-Men: The Last Stand                     | Theresa Rourke/Siryn |                    |
| 2003 | X-Men 2                                   | Theresa Rourke/Siryn |                    |
| 2003 | Dreamcatcher                              | Josie Rinkenhauer    |                    |
| 2002 | Taken                                     | Becky Clarke         | (Serie de TV)      |
| 2000 | A Vision of Murder: The Story of Donielle | Rachel               | (Película para TV) |
| 1999 | A Feeling Called Glory                    | Beth                 |                    |